# ロン・ブーン
ロン・ブーン (Ron Boone, 1946年9月6日 - ) は、アメリカ合衆国オクラホマ州オクラホマシティ出身の元バスケットボール選手。1970年代、ABA、NBAで活躍した。アイダホ州立大学卒業。ポジションはシューティングガード。身長188cm、体重91kg。

## 経歴
大学卒業後、1968年のドラフトでABAのダラス・チャパラルズ（後のサンアントニオ・スパーズ）、NBAのフェニックス・サンズから同時に指名を受けるが、ブーンはABAのチャパラルズと契約。1970-71シーズンにはユタ・スターズに、1975-76シーズンにはスピリッツ・オブ・セントルイスに移籍し、1976年のABA消滅に伴い、NBAのカンザスシティ・キングスに移籍。その後ロサンゼルス・レイカーズ、ユタ・ジャズを渡り歩き、1981年に現役から引退した。
ABA時代はリーグを代表する選手に一人として活躍しており、スターズでは1971年のABAファイナル制覇に貢献し、また1974-75シーズンにはキャリアハイとなる25.2得点を記録。チャパラルズ時代には32本連続フリースロー成功、前半14フィールドゴール成功、1Q24得点のチーム記録を樹立している。ブーンはABA解散時に発表されたABAオールタイムチームにも名を連ねている。NBA移籍後もキングス時代は平均20得点前後を稼ぎ出すスコアラーとして活躍した。ABA/NBA13シーズンの成績は1041試合の出場で、通算17,437得点2,734リバウンド4,348アシスト、平均16.8得点4.2リバウンド3.7アシストだった。選手として特筆すべき点はその頑丈さにあり、ブーンはABAからNBAをまたに掛けて1,041試合連続出場を果たしており、これは後にA.C.グリーンに破られるまでのアメリカのプロバスケットボール史上最長記録だった。
主な業績
- ABAオールスターゲーム出場　（1971, 1974～1976）
- ABAファイナル制覇　（1971）
- ABAオールルーキーチーム　（1969）
- オールABA1stチーム　（1974）
- オールABA2ndチーム　（1975）
- ABAオールタイムチーム